# Marian Piłka
Marian Piłka (ur. 16 czerwca 1954 w Trąbkach) – polski polityk, poseł na Sejm I, III, IV i V kadencji.

## Życiorys

### Wykształcenie i praca zawodowa
W 1978 ukończył studia na Wydziale Nauk Humanistycznych Katolickiego Uniwersytetu Lubelskiego, w 1995 studia podyplomowe z zakresu geopolityki i międzynarodowych stosunków gospodarczych na Uniwersytecie Georgetown.
W latach 1981–1983 pracował jako asystent w Ośrodku Badań Społecznych Regionu Mazowsze NSZZ „Solidarność”. Od 1984 do 1989 był redaktorem w Wydawnictwie archidiecezji warszawskiej. W latach 1989–1996 pracował jako doradca w Urzędzie Rady Ministrów.
Po 2007 został zatrudniony jako doradca Sławomira Radonia, naczelnego dyrektora Archiwów Państwowych. Publikuje w „Naszym Dzienniku”, „Niedzieli” oraz „Gościu Niedzielnym”.

### Działalność publiczna
Od połowy lat 70. angażował się w działalność opozycyjną. W latach 1977–1978 działał w Ruchu Obrony Praw Człowieka i Obywatela. Był członkiem Komitetu Porozumienia na rzecz Samostanowienia Narodu. 27 września 1981 został jednym z sygnatariuszy deklaracji założycielskiej Klubów Służby Niepodległości. W latach 80. uczestniczył w działalności Ruchu Młodej Polski. W czasie stanu wojennego internowany przez okres około roku.
Od 1989 działał w Zjednoczeniu Chrześcijańsko-Narodowym. W latach 1991–1993 zasiadał w Sejmie I kadencji (wybrany z listy Wyborczej Akcji Katolickiej). Pełnił funkcję wiceprzewodniczącego Komisji Łączności z Polakami za Granicą. W lutym 1996 objął funkcję prezesa ZChN, którą sprawował do maja 2000. Po wejściu partii w skład Akcji Wyborczej Solidarność, został w marcu 1997 wiceprzewodniczącym AWS. W wyborach parlamentarnych w tym samym roku liczbą 15 274 głosów został wybrany na posła III kadencji z listy Akcji. W marcu 2001 wystąpił z ZChN i współtworzył Przymierze Prawicy.
W wyborach parlamentarnych w tym samym roku, jako członek tej partii, otrzymując 9659 głosów, został wybrany w okręgu siedleckim na posła IV kadencji z listy Prawa i Sprawiedliwości. Rok później po połączeniu obu ugrupowań, został członkiem PiS. W wyborach w 2005 uzyskał reelekcję (otrzymał 14 761 głosów). W V kadencji Sejmu pełnił funkcje wiceprzewodniczącego Komisji Spraw Zagranicznych oraz przewodniczącego Polsko-Tajwańskiego Zespołu Parlamentarnego.
19 kwietnia 2007 zadeklarował odejście z Prawa i Sprawiedliwości, a dzień później przystąpił do nowo tworzonej partii pod nazwą Prawica Rzeczypospolitej (został jej wiceprzewodniczącym).
W przedterminowych wyborach parlamentarnych w 2007 bezskutecznie ubiegał się w okręgu siedleckim o mandat senatora z list komitetu Marka Jurka, a w 2009 był kandydatem Prawicy Rzeczypospolitej w wyborach do Parlamentu Europejskiego w okręgu mazowieckim (otrzymał 4880 głosów). W wyborach samorządowych w 2010 bez powodzenia kandydował z listy tej partii na radnego sejmiku mazowieckiego, a w wyborach do Parlamentu Europejskiego w 2014 również bezskutecznie starał się o mandat eurodeputowanego w okręgu mazowieckim, kandydując z ramienia Prawa i Sprawiedliwości (otrzymał 6674 głosy). W tym samym roku wybrany na radnego sejmiku mazowieckiego V kadencji. W 2015 bez powodzenia ubiegał się o mandat poselski z listy PiS. W 2018 kandydował bezskutecznie do sejmiku z listy ruchu Kukiz’15 (w ramach porozumienia tego ugrupowania ze swoją partią). W 2019 z ramienia tego ugrupowania ubiegał się o mandat eurodeputowanego.

## Odznaczenia
- Krzyż Komandorski Orderu Odrodzenia Polski – 2025[17]